# Tirol (Espírito Santo)
Colonia Tirol, amtlich portugiesisch Colônia Tirol de Santa Leopoldina, ist eine von Tiroler Auswanderern gegründete, ca. 10 km² große Streusiedlung im Bundesstaat Espírito Santo in Brasilien.

## Lage
Sie gehört zur Gemeinde Santa Leopoldina und liegt rund 70 km von der Hafenstadt Vitória am Atlantik landeinwärts. Die Anfahrt von Vitória war auch im Jahr 2010 nicht einfach und dauerte zwei Stunden lang. Bei deutschsprachigen Europäern ist die Bezeichnung (Dorf) Tirol in Brasilien gebräuchlich. Die Siedlung besteht aus einigen Dutzend Bauernhöfen, zählt wenige Hundert Einwohner und befindet sich in einer hügeligen bis gebirgigen Gegend auf 600 bis 800 m Meereshöhe.

## Geschichte
Die Siedlung wurde im Jahr 1859 in der Provinz Espírito Santo von Einwanderern gegründet, die aus dem Stubaital und Oberinntal, (heute im österreichischen Teil von Tirol) stammten. Die brasilianische Kaiserin Leopoldine von Habsburg († 1826) hatte den Tirolern und auch anderen Österreichern schon zu ihrer Regierungszeit Hoffnung auf ein besseres Leben in Südamerika erwachsen lassen.
Die erste Zeit des Aufbaues war sehr mühsam. Mit der Zeit aber wurde der Handel mit Kaffee und Bananen sehr einträglich, sodass man an der Wende vom 19. zum 20. Jahrhundert zu Wohlstand kam. Man baute eine Kirche, gründete eine Musikkapelle und anderes mehr. Der Verfall der Kaffeepreise brachte dann auch den wirtschaftlichen Niedergang mit sich. Während des Zweiten Weltkriegs brachte die antideutsche Haltung in Lateinamerika das Verbot deutschen Unterrichts mit sich. Erst nach 1960 gründete der Innsbrucker Universitätsprofessor Karl Ilg eine Privatschule, in der es 1997 wieder Deutschunterricht gab. Seit dem ausgehenden 20. Jahrhundert gibt es wirtschaftliche Hilfe durch Österreich und Südtirol. Zwischen den katholischen Tiroler Siedlern und den protestantischen norddeutschen, welche sich ebenfalls in Santa Leopoldina niedergelassen hatten, gab es ein distanziertes Verhältnis.

## Sprache
Die Tiroler Siedler behielten ihren Dialekt dank auch des Deutschunterrichtes durch die Jesuiten mehrere Generationen lang. Am Ende des 20. Jahrhunderts gab es nur mehr wenige Leute, welche die Sprache der Ahnen noch beherrschten. Ein Teilnehmer einer Reisegruppe aus Tirol, welche im Jahr 2010 die Colonia besuchte, berichtete, dass es seit kurzem keinen Deutschunterricht mehr gäbe. Der deutsche Dialekt genießt nunmehr (2011) bei den Kindern und Jugendlichen kein Ansehen mehr; sie finden es attraktiver, portugiesisch zu sprechen. Die heutigen Bewohner von Colonia Tirol haben Vorfahren verschiedener Sprachgruppen, sind manchmal dunkelhäutig.

## Besonderheiten
Der Ort darf nicht verwechselt werden mit Puerto Tirol im Norden von Argentinien, welches ebenfalls manchmal als Colonia Tirol bezeichnet wird. Die Kolonie verfügt über den Friedhof Cemitério do Comunidade de Tirol.